# 石井智宏
石井 智宏（いしい ともひろ、1975年12月10日 - ）は、日本の男性プロレスラー。神奈川県川崎市出身。新日本プロレス所属。血液型O型。

## 経歴
学生時代は野球に熱中していた。1996年に天龍源一郎率いるWARに入門し、1996年11月2日の超電戦士バトレンジャーZ戦でデビュー。長らく前座戦線で無骨なファイトを繰り広げた。
天龍が新日本プロレスに参戦するようになると、石井も付き人として新日本の巡業に帯同。試合出場はなかったものの、練習には参加して大谷晋二郎、高岩竜一、ケンドー・カシンなどとスパーリングを行い、研鑚を積む。
1999年フリーへ転身し、インディーマットを転戦。その後、FECを経て2002年9月に長州力がサイパンで合宿している処へ単身乗り込み弟子入りを直訴。石井も合宿では厳しさを叩き込まれるも、へこたれることなく耐え抜き、WJプロレス所属選手となる。
2003年8月に「ヤングマグマトーナメント」の決勝で高智政光を破り、優勝する。2004年6月には、高岩とのタッグでNWAインターナショナルライトタッグ王座を獲得した。

### 新日本プロレス
8月11日付けでWJを退団。石井は選手会長として立石史代表と共に新たにリキプロを立ち上げ、ファンクラブ「智宏会」を発足させるなどリキプロの若頭的な存在として知らしめた。2006年6月より、新日本の矢野通とタッグを結成し、真壁刀義 & 越中詩郎組と抗争を繰り広げ、同団体のリングを主戦場とした。また同時期、石井は真壁、矢野、本間朋晃らと共に「G・B・H」へ合流し、敵対関係にあった真壁、越中と共闘する。2008年7月12日、新宿FACEで行われたWEWヘビー級選手権試合でマンモス佐々木を破り、同王座を獲得した。

#### 2009年 - 2012年
2009年4月、石井は中邑真輔、矢野が立ち上げた新ユニット「CHAOS」の一員として活動、井上亘やタイガーマスクを相手に抗争を繰り広げたが、いずれも敗北を喫している。
2011年11月12日、POWER STRUGGLEにて、永田裕志とのシングルマッチで激突。試合は永田のバックドロップホールドで石井がピンフォール負けを喫したが、山崎一夫ら解説陣からそのファイトが絶賛され、石井も「石井」コールを湧き上がらせる奮闘ぶりを見せた。2012年5月、石井はIWGPインターコンチネンタル王座を保持する後藤洋央紀を襲撃し、20日に同王座に初挑戦した。11月19日には、新設されたNEVER無差別級王座の初代王者決定トーナメントにも出場。特に準決勝で激突した田中将斗との試合は、大会ベストバウトとの呼び声が高かった。
12月には中邑をパートナーに桜庭和志 & 柴田勝頼組と対戦したが、桜庭からギブアップ負けを喫している。

#### 2013年 - 2015年
2013年2月3日、NEVER無差別級王座を保持する田中とタイトルマッチで対戦、試合は田中のスライディングDで敗れ、石井の王座奪取とはならなかったがこの試合は評判となり、ワールドプロレスリング解説者の金澤克彦によると、中継を見た藤田和之も称賛していたという。3月に開幕したNEW JAPAN CUPでは3年ぶりにエントリーされ、1回戦で小島聡と対戦してピンフォール勝ちを収めた。
8月、G1 CLIMAXに初出場。最終日を待たずに予選落ちが確定してしまうが、石井も柴田勝頼や優勝候補の一角とされていた棚橋弘至から勝利を収める活躍を見せた。
2014年2月11日、内藤哲也の保持するNEVER無差別級王座に挑戦。ピンフォール勝ちを収め第3代王者となり、新日本プロレスに上がってから7年8ヶ月で初のタイトル奪取となった。しかし6月29日、高橋裕二郎に敗れ王座から陥落した。10月13日、KING OF PRO-WRESTLINGでのリマッチでは高橋に勝利し、王者に返り咲いた。
2015年1月4日、レッスルキングダム9で真壁の挑戦を受けるも敗れ、王座陥落となった。2月14日、THE NEW BEGINNINGで真壁とのリマッチが組まれるも、真壁がインフルエンザで欠場、王座返上となり、代わりに本間朋晃との王座決定戦が組まれ勝利する。石井は再び王者となるも、「真壁を倒してから」と言いベルトを腰には巻かなかった。
4月29日、グランメッセ熊本大会で真壁と対戦するも敗れ、王座から陥落した。7月5日、大阪城ホール大会で三度真壁と対戦するが、これも敗戦。
10月12日、KING OF PRO-WRESTLINGで初めて真壁に勝利し、4度目の王座戴冠となった。

#### 2016年
2016年1月4日、レッスルキングダム10において、タッグマッチで3連敗を喫している柴田の挑戦を受けるもピンフォール負けを喫してしまい、再びNEVER無差別級王座から陥落した。
2月19日東京・後楽園ホールにてロデリック・ストロングを破り、ROH世界TV王座を獲得した。新日マットにおいて自身2個目のシングル王座獲得であった。
5月3日福岡国際センターでは、自身初となるIWGPヘビー級王座の挑戦者として内藤に挑むも敗退。
5月8日アメリカ・イリノイ州シカゴにおいてROH世界TV王座の4度目の防衛に失敗、王座から陥落する。

#### 2017年
2017年1月4日東京ドームにおいて、王者・タマ・トンガ、タンガ・ロア組に真壁&本間組との3ウェイマッチを制し、第73代IWGPタッグ王座に君臨する（石井のパートナーは矢野。）。新日本マットで初のタッグ王座を獲得した。しかし3月6日大田区総合体育館にて3度目の防衛に失敗し天山広吉&小島聡組に王座を明け渡す。
7月、'''G1 SPECIAL in USA'''にて行われた初代IWGP USヘビー級王座決定トーナメントに出場。1回戦で内藤、2回戦でザック・セイバーJr.を破り、決勝戦に進出。メインイベントの決勝でケニー・オメガと戦うも片翼の天使で敗戦。準優勝となった。
8月、G1 CLIMAX27にAブロックでエントリーされた。永田、YOSHI-HASHI、内藤、真壁を破り8点を獲得するも棚橋に敗れ決勝進出はならず。同点タイの3位で終えた。
10月9日、KING OF PRO-WRESTLINGでIWGPヘビー級王座挑戦権利証を懸け、G1で勝利した内藤と対戦するも、23分56秒で内藤に敗れた。
11月、矢野と共にWORLD TAG LEAGUE2017にBブロックでエントリー。結果は、石井の4勝3敗という好成績だった。

#### 2018年
2018年1月4日、レッスルキングダム12にてNEVER無差別級6人タッグ選手権試合ガントレットマッチに矢野、バレッタとタッグを組んで挑戦。2番目に登場し、矢野が鈴木軍チーム、本隊チームからピンフォールを取り、バレッタが王者組からピンフォールを取った。この結果により、第15代NEVER無差別級6人タッグ王者となった。しかし、翌日の後楽園ホール大会での王者組のリマッチに敗れ、1日で王座陥落となった。
3月、NEW JAPAN CUP2018にエントリー。1回戦でマイケル・エルガンと対戦。29分もの死闘になったがエルガンのバーニングハンマーに敗れ、1回戦敗退となった。
4月、ザック・セイバーJr．からブリティッシュ・ヘビー級王座を奪取。すると6月、ザックと同じ鈴木軍の鈴木みのるが石井への挑戦を表明した。その後、マンチェスターで鈴木とのタイトルマッチが組まれるが、結果は石井が敗れ、王座から陥落した。
7月　G1 CLIMAX28にBブロックでエントリー。初戦で矢野との同門対決に勝利、3戦目で第19代NEVER無差別級王者後藤洋央紀、7戦目で第66代IWGPヘビー級王者のオメガ、8戦目で第3代IWGP USヘビー級王者のジュース・ロビンソン、9戦目でSANADAに勝利し、石井も5勝4敗勝ち点10という好成績を残す。また、7戦目でオメガから勝利を挙げたことは話題となり、最終戦でオメガの持つIWGPヘビー級王座に挑戦を表明した。
9月、広島サンプラザホールで行われたIWGPヘビー級選手権試合でオメガと対戦。30分を超える死闘となるも片翼の天使に敗れ、石井の王座戴冠とはならなかった。
10月、鈴木の持つブリティッシュ・ヘビー級王座に挑戦し、リマッチに成功。その後、王座を取られた鈴木がリマッチを挑み、11月3日の大阪大会でブリティッシュ・ヘビー級選手権が実現する。
19分21秒垂直落下式ブレーンバスターで防衛に成功。
11月、WORLD TAG LEAGUE2018に矢野とエントリー。初戦でタイチ＆ザック・セイバーJr．組と対決し、ザックからレフェリーストップ勝ちを取られてしまう。その後、ザックが石井の持つブリティッシュ・ヘビー級王座に挑戦をアピールした。その後の結果は9勝4敗で3位タイだった。

#### 2019年
2019年1月4日、レッスルキングダム13にてWORLD TAG LEAGUEでレフェリーストップを取られたザック・セイバーJr．とブリティッシュ・ヘビー級王座を懸けて闘うも、ザックの関節技に敗れ、王座陥落。
3月、NEW JAPAN CUP 2019にエントリー。1回戦で永田裕志、2回戦でタイチ、準々決勝でYOSHI-HASHIを倒し、準決勝戦で同じCHAOSのオカダ・カズチカと対決。最後はレインメーカーに敗れ決勝進出とはならなかった。
その翌日、ロス・インゴベルナブレス・デ・ハポンとの8人タッグマッチでEVILとの因縁が勃発する。
4月6日（現地時間）、G1 SUPER CARDの第0試合HONOR RIMBAUDに出場。日本に帰国後のシリーズでは、NEW JAPAN CUP決勝戦でのタッグマッチで因縁が勃発したEVILとの抗争が始まる。
5月4日、福岡国際センターでEVILとの3年ぶりのシングルマッチに勝利する。試合後、前日にNEVER無差別級王者となったタイチが石井の前に現れ、「挑戦させてやる」と題し、NEVER無差別級王座次期挑戦者となった。
6月9日、大阪城ホール大会でタイチに勝利し、約3年8ヶ月ぶりにNEVER無差別級王座を戴冠。石井はこれでNEVER王座史上最多5度目の戴冠となる。
7月、G1 CLIMAX29にエントリーされる。ブロックはBブロックに入り、石井もその無骨なファイトで4勝4敗と勝ち点を伸ばすが、最終戦でタイチに敗れ、結局は4勝5敗の勝ち点8でリーグ戦を終了した。
翌日、石井はYOSHI-HASHI、KENTAと組んでBULLET CLUBと対戦するが、KENTAがまさかの裏切りで敗戦となった。その後、NEVER無差別級王座次期挑戦者がKENTAに決定し、ロンドン大会で対戦が決定した。
8月31日、ロンドン大会でNEVER無差別級選手権試合が行われ、KENTAと対戦。石井の初防衛かと思われたがG.o.Dが試合に介入し、まさかの王座陥落を喫する。
9月、NEVER王座陥落のきっかけを作ったG.O.Dの持つIWGPタッグ王座にYOSHI-HASHIと挑戦を表明。15日の別府ビーコンプラザ大会でタイトルマッチが決定した。試合はYOSHI-HASHIがタマ・トンガから勝利をするかと思われるもKENTAが現れ、気をとられたYOSHI-HASHIが丸め込みで敗戦。石井の王座戴冠はならなかった。
11月3日、大阪府立体育会館でKENTAにリベンジマッチを挑むも、王座奪還とはならなかった。その後のWORLD TAG LEAGUE2019ではYOSHI-HASHIと組み、エントリー。15戦11勝4敗勝ち点22と好成績を残した。最終戦ではタマ&タンガのIWGPタッグ王者組に勝利した（YOSHI-HASHIの丸め込みで勝利）。

#### 2020年
2020年1月、レッスルキングダム14では初日は後藤vsKENTAの前哨戦タッグマッチ、2日目は第0試合に行われたNEVER無差別級6人タッグ選手権試合・ガントレットマッチに登場。2日目にてEVILからフォール負けをしてしまい、またも因縁が勃発した。
2月1日、北海道きたえーる大会1日目にて、EVILと4度目のシングルマッチを行う。最後は垂直落下式ブレーンバスターで勝利。vsEVIL戦4連勝となった。
6月、NEW JAPAN CUP2020にエントリー。初戦にてエル・デスペラードに勝利し、2回戦で真壁刀義に勝利して準々決勝まで進出するが、第86代IWGPジュニアヘビー級王者の高橋ヒロムに敗れ、敗退となった。
8月、後藤、YOSHI-HASHIと共に第21代NEVER無差別級6人タッグ王座決定トーナメントに出場。決勝戦でオカダ&矢野&SHOとの同門対決を制し、第21代王者となる。
9月、G1 CLIMAX 30にエントリー。開幕3連敗を喫するも3連勝で持ちこたえるも2敗してしまい、3勝5敗で最終戦を迎える。そして最終戦でジェイ・ホワイトに勝利し、4勝5敗でリーグ戦を終える。
11月、WORLD TAG LEAGUEに矢野とのタッグでエントリー。結果は5勝4敗で終えた。

#### 2021年
2021年1月4日、レッスルキングダム第0試合に出場。6日には、BULLET CLUBとの10人タッグマッチにてホワイトから勝利を収める。
2月、大阪城ホールでホワイトとのシングルマッチを行う。終盤は技の切り返し合戦状態だったが、最後はブレードランナーで石井が敗れた。
3月、NEW JAPAN CUP 1回戦でSANADAと対戦するも敗れ、1回戦で敗退となった。
7月、愛知県体育館にてEVILと5度目のシングルマッチを行う。しかし終盤でディック東郷、高橋裕二郎のアシストをもらってしまい、敗戦。
8月、ロサンゼルス大会で行われたアメリカ有観客大会にて、ムースとシングルマッチを行い勝利。その後、石井はNEVER無差別級王座を防衛したホワイトの前に現れた。
9月、G1 CLIMAX 31にAブロックでエントリー。開幕3連敗スタートをしてしまうも、そこから5連勝（不戦勝1試合含む）する。最終公式戦で矢野との同門対決に敗れ、5勝4敗で終了した。
11月、NEVER無差別級6人タッグ王座から陥落するも、サンノゼ大会にてホワイトの所持するNEVER無差別級王座の挑戦し勝利。6度目の戴冠を果たした。これにより、石井は同王座の最多戴冠記録を更新した。

#### 2022年
1月、 前年のワールドタッグリーグ決勝戦にて後藤、YOSHI-HASHI組vsEVIL、高橋組の試合中にディック東郷、SHOの乱入により追い詰められていた後藤&YOSHI-HASHI組の救出に入ったことにより、EVILとの因縁が生まれ、1.4東京ドームでのNEVER無差別級選手権試合が行われた。
しかし結果はHOUSE OF TORTUREの反則、乱入により途中でYOHが石井の救出に入るも、敗れてしまった。
翌日、後藤&YOSHI-HASHI&YOH組vsEVIL&高橋&SHO組のNEVER無差別級6人タッグ選手権試合で石井は挑戦者組のセコンドについた。結果は、王者組の防衛という結果になった。試合直後、NEVER無差別級、NEVER無差別級6人タッグ王座のリマッチが決まり、NEVER無差別級はランバージャックデスマッチ形式での試合、6人タッグはEVIL、高橋組が後藤、YOSHI-HASHI組の持つIWGPタッグ王座へ挑戦する事による条件付きだった。結果は後藤&YOSHI-HASHIが防衛した。

## 得意技

### フィニッシュ・ホールド
垂直落下式ブレーンバスター
デビュー当初から現在までメインに使用する石井のフィニッシュ・ホールド。垂直に担ぎ上げた相手を脳天からマットへ突き刺す。
身長の低さ故の高さの足りなさを補うため、落とす瞬間に軽く飛び上がり、体重を乗せるという垂直落下式DDTに近いムーブで繰り出す。なお、小橋建太のリアル・ブレーンバスターのように相手を持ち上げてから滞空していることも特徴である。

### 打撃技
エルボー
石井の場合は、通常、左右で放つエルボー（ワンツー式）を使用する。挑発に乗って打ってきた相手に強烈なエルボーを1発叩き込んで動きを止めることもしばしば。
ローリング・エルボー
張り手
逆水平チョップ
ラリアット
石井の師である長州も得意とする打撃技。主に繋ぎ技として使用しているが、時折フィニッシュになることも見受けられる。また、ショートレンジ式や串刺し式も愛用している。大一番ではスライディング式も使用する。
スライディングラリアットは、田中将斗のスライディングDから着想を得たものであり、田中に連絡を取り許可を得た上で使用し始めた。
ヘッドバット
相手の頭部に両手を添えてから放つポピュラーな型や、打撃合戦の際に不意に放つノータッチヘッドバットを用いる。
2011年11月12日の対永田戦では、この技をきっかけに目蓋からおびただしい量の血が流れ出た。
延髄斬り
ヘッドバット同様、打撃合戦の際に使用する。相手の側頭部を目がけたジャンピングハイキックの形になることも多い。

### 投げ技
雪崩式ブレーンバスター
石井の場合は、垂直に抱え上げた状態から長時間静止して相手に受身を取りづらくしている。後述の串刺し式ラリアットから、この技に移行することが多い。基本的にはセカンドロープから行うが、強敵相手にはトップロープからも敢行する。
パワーボム
これも石井の師である天龍が得意とした必殺技。フィニッシュ･ホールドとして用いられていた。石井の場合は、体重を乗せてがっちりエビで固めるホールド式を使用している。ごく稀に相手のタイツを持ち上げ、ラストライドのような形で叩きつける。
パワースラム
チェンジ・オブ・ペースとして使用。
ジャーマンスープレックス
ドラゴンスープレックス
DDT
スタナー
バックドロップ
通常、捻り式バックドロップを使用する。
フランケンシュタイナー
ときおり披露される。リバース式なども不意に使用し、石井の器用さがよくわかる技。
イシイドリラー
ブレーンバスターの体勢で垂直に担ぎ上げ、そのまま後ろへ放り投げずにリバースパイルドライバーの体勢に持ち替えてマットに叩きつける。
スコット・スタイナーが使用するSSD（スタイナー・スクリュー・ドライバー）と同型の技。
2013年8月2日に行われたG1 CLIMAX公式戦で、棚橋弘至相手に使用して以来封印状態となっている。
バック・トゥ・ベリー・パイルドライバー
正面から相手の股下に頭部を差し込み、両膝裏を抱えながら背中に担ぎ上げそのままシットダウンして脳天からマットに突き刺す垂直落下式の変型リバース・パイルドライバー。対鈴木戦で初披露。

### フォール技
スクールボーイ
ラ・マヒストラル

## タイトル歴
WJプロレス

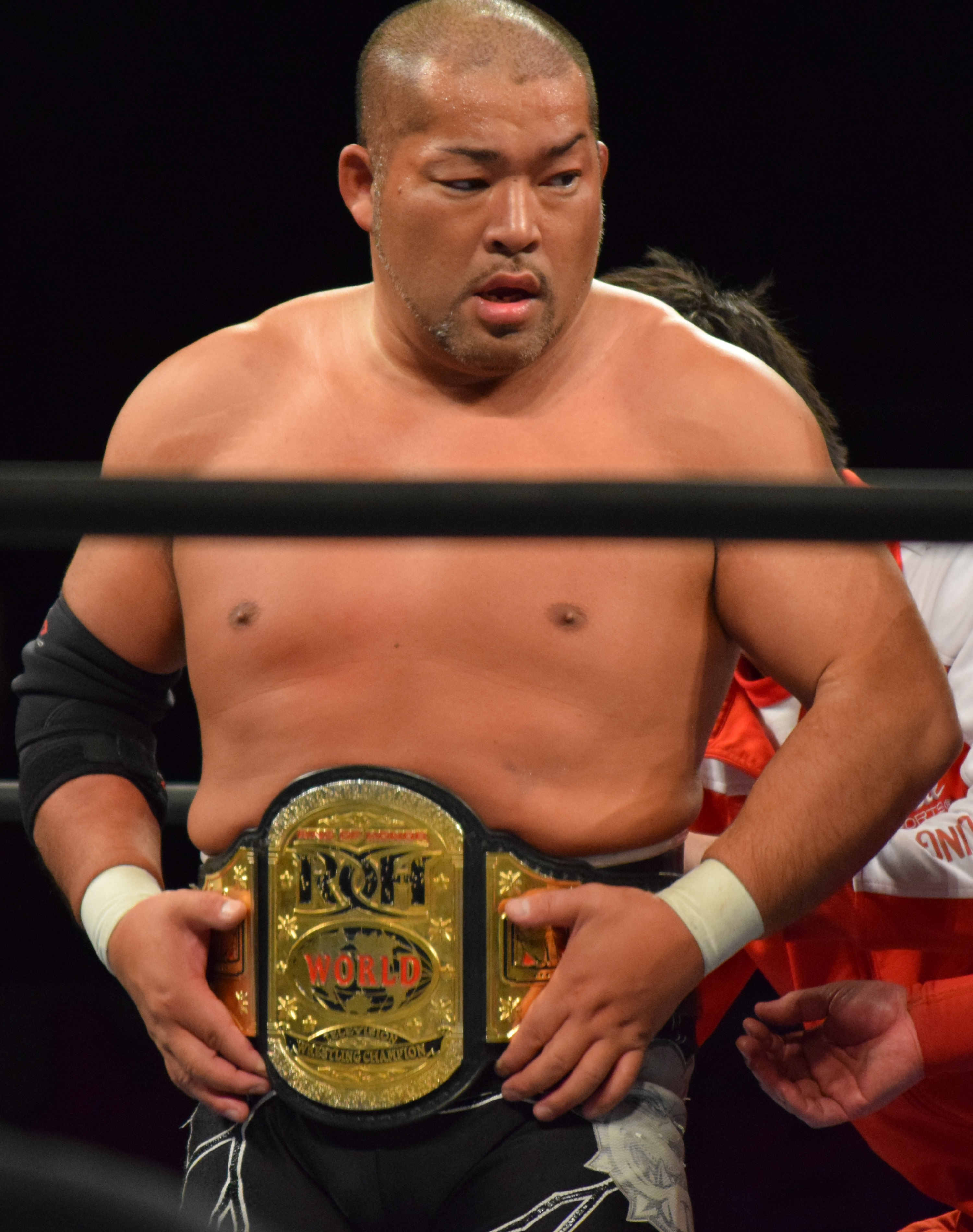
ROH世界TV王座を腰に巻く石井

- ヤングマグマ杯 優勝 : 1回（2003年）

プロレスリングZERO1-MAX
- NWAインターナショナルライトタッグ王座 : 1回（第3代, w / 高岩竜一）

WAR
- インターナショナルジュニアヘビー級タッグ王座 : 2回（第7代, w / 安良岡裕二、第10代, w / 安良岡裕二）

WEW
- WEWヘビー級王座 : 1回（第6代）

天龍プロジェクト
- WAR世界6人タッグ王座 : 2回（第17代, w / 諏訪魔&嵐、第18代, w / 天龍源一郎&嵐）

新日本プロレス
- NEVER無差別級王座 : 6回（第3,5,7,9,26,34代）

最多戴冠記録保持者。
- STRONG無差別級王座 : 1回（第8代）

最年長戴冠記録保持者。
- IWGPタッグ王座 : 2回（第73代, w/矢野通）（第110代, w/タイチ）

最年長戴冠記録保持者。
- NEVER無差別級6人タッグ王座 : 3回（第15代, w/矢野通&バレッタ、第21代, w/後藤洋央紀&YOSHI-HASHI、第26代, w/オカダ・カズチカ&棚橋弘至）

最多通算防衛記録保持者、最多連続防衛記録保持者。
ROH
- ROH世界TV王座 : 1回（第11代）

RPW
- RPWブリティッシュ・ヘビー級王座 : 2回（第18,20代）

SoCal Uncensored
- 南カリフォルニア年間最高試合賞（2017）vs. ケニー・オメガ（新日本プロレス, 7月2日）[6]

プロレス大賞
- 2014年度プロレス大賞 殊勲賞

## 人物・エピソード
- 現在の風貌からは想像し難いが、デビュー当時は「高田延彦似の新人」として話題となった。
- IWGPのシングル戴冠こそないものの、棚橋弘至、内藤哲也、オカダ・カズチカ、ケニー・オメガ、ジェイ・ホワイトら歴代王者からシングル戦で勝利を収めている。
- 試合終了後から朝まで酒を飲み、食事も摂らず昼過ぎまで眠り、試合に臨むという不規則な生活を送ることが多いが、練習や試合はキッチリこなす。前述のファイトスタイルとも合わせて「昭和を感じさせるレスラー」と評されることが多い。
  - 2021年に矢野通のYouTubeチャンネルに出演した際には生活スタイルを見直し、朝の8時に起きていると発言している[7]。しかし、この際に実践している方法が独特なためか、矢野は当初、理解できていなかった。
- 石井のブログではCHAOSメンバー等のレスラー仲間、各地のファンと酒宴に興じる気さくな一面を見せている。また、ブログでは「チーンし！」という独自の挨拶を多用する（『チーンし』の意味は今のところ不明）[8]。
- 2011年11月の天龍源一郎35周年記念大会に際して寄せたビデオコメントでは、「今日の試合もWAR魂でがんばりますので…」と言うが、スタッフにその日試合が組まれていないことを告げられ、慌てる一幕があった。
- 2016年のテレビアニメ『タイガーマスクW』では劇中のキャラクターとして「石井智宏」が登場している（声は乃村健次）。
- 阪神ファン。2021年には同球団とのコラボレーションTシャツが発売された。
- 前述の通り、不規則な生活のせいか胃腸が弱く、巡業には常に新ビオフェルミンS錠を携帯している。
- 自炊が得意で、よくブログにも料理の写真を載せている。
- ドン・フジイとはWAR時代からの友人であり、時折ブログにも登場する他、2011年のG1 TAG LEAGUEではタッグを組み出場した。
- 白い服で焼肉屋に訪れた際に、毎回のように服にタレをこぼして怒っている。反対に黒い服で食事に行った際には、ホワイトソースを服にこぼして怒っている。
- 巡業バスの中ではTシャツとパンツ1枚で過ごしている。ダウンタウンDXにCHAOSの他メンバーが出演した際、バスで寝ている石井の写真を見た松本人志は「ハンプティ・ダンプティ（みたいだ）」とコメントした。
- 2022年のレスリングどんたく当日、試合会場（福岡PayPayドーム）に向かう巡業バスに石井が乗車していないことに周りが気付かないまま発車、宿泊先のホテルに置き去りにされてしまった。

## 入場テーマ曲
THIS ONE / WJ.ROCK's
新日本プロレスワールドでは「権利上の都合」の対象曲となっていた為、放送時は楽曲の差し替えまたは消音対応が行われていた。
Stone Pitbull / MAY'S
2015年12月19日の後楽園ホールより使用。本曲は新日本プロレスワールドの「権利上の都合」の対象外となった為、放送時もそのまま流されるようになった。

## ミュージックビデオ出演
- 「ダーリン」MAY'S（2016年12月1日、日本クラウン「Loving」収録）[9] 無口な彼氏役